# Timur Bas
Timur Bas (* 29. Dezember 1994 in Dornbirn) ist ein österreichischer Basketballspieler.

## Laufbahn
Bas besuchte das Sportgymnasium Dornbirn und gab im Spieljahr 2008/09 im Alter von 14 Jahren seinen Einstand bei den Dornbirn Lions in der 2. Bundesliga. 2011 gewann er mit Dornbirn den Meistertitel. 2013 wurde Bas in einem Schönheitsbewerb zum „Mister Vorarlberg“ gewählt. 2014 wechselte er in die Vereinigten Staaten, nachdem er in der Saison 2013/14 im Schnitt 12,2 Punkte und 6,7 Rebounds für Dornbirn in der 2. Bundesliga erzielte. In der Saison 2014/15 spielte und studierte er an der Walsh University (zweite NCAA-Division) im US-Bundesstaat Ohio.
Nach einem Jahr in den Vereinigten Staaten kehrte Bas nach Österreich zurück und wurde vom Bundesligisten BK Klosterneuburg verpflichtet. Nachdem er in der Saison 2018/19 in neun Bundesliga-Partien mit 7,7 Punkten und 3,8 Rebounds pro Begegnung die besten Durchschnittswerte seiner bisherigen Bundesligakarriere verbucht hatte, wechselte Bas Ende November 2018 zu seinem Heimatverein Dornbirn Lions in die 2. Bundesliga zurück. Zur Saison 2020/21 ging er zu den Swarco Raiders Tirol (ebenfalls 2. Bundesliga).

### Nationalmannschaft
Mit den österreichischen U16-, U18- und U20-Nationalmannschaften nahm er an B-Europameisterschaften teil, bei der U16 B-EM im Sommer 2010 war er mit 14,9 Punkten pro Spiel bester Korbschütze der österreichischen Auswahl.